# Glee: The Music, The Rocky Horror Glee Show
Glee: The Music, Journey to Regionals är ett soundtrack från den amerikanska television serien Glee. Albumet innehåller låtar från avsnitt 5, säsong två.

## Tracklista
| Nr | Titel                                            | Längd |
| -- | ------------------------------------------------ | ----- |
| 1. | Science Fiction Double Feature                   | 4:28  |
| 2. | Damn It, Janet                                   | 2:41  |
| 3. | Whatever Happened to Saturday Night?             | 3:04  |
| 4. | Sweet Transvestite                               | 2:59  |
| 5. | Touch a Touch a Touch a Touch Me                 | 2:29  |
| 6. | There's a Light (Over at the Frankenstein Place) | 2:33  |
| 7. | Time Warp                                        | 3:13  |